# Bridget Hodson
Bridget "Biddy" Hodson est une actrice britannique, particulièrement connue pour ses rôles d'Elaine dans la série Les Brumes d'Avalon, et Ilsa Haupstein (en) dans le film Hellboy. Elle est créditée sous le nom de "Biddy Hodson" entre 1983 et 2004, et son propre nom, Bridget Hodson, depuis 2004.

## Filmographie
- 1983 : St. Ursula's in Danger (TV) : Kitty
- 1994 : Loaded : Charlotte
- 1995 : A Mind to Murder : Jennifer Priddy
- 1995 : Cracker : Carol Barker (saison 3, épisode 6)
- 1996 : Soldier Soldier (en) : Second Lieutenant Samantha Sheridan (8 épisodes)
- 1996 : Heartbeat (en) : Sophie (saison 6, épisode 17)
- 1997 : Voleurs d'enfance : Miss Lewis
- 1997 : Oscar Wilde : Gwendolen
- 1999 : The Mystery of Men : Fay
- 2000 : Rough Treatment : Helen Masters
- 2000 : Endiablé : une actrice de la pièce
- 2000 : Casualty : Laura Abrams (saison 15, épisode 13)
- 2001 : Les Brumes d'Avalon : Elaine
- 2001 : Beginner's Luck (en) : Minnie
- 2002 : Doctors : Julie Marsden (saison 3, épisode 129)
- 2004 : Hellboy : Ilsa Haupstein (en)
- 2005 : Doctors : Mary Lawson (saison 6, épisode 157)
- 2006 : Casualty : Charlotte Dewitt (saison 21, épisode 10)
- 2008 : Doctor Who : Capitaine Marian Price (saison 4, épisodes 4 et 5)